# Фетва про кока-колу

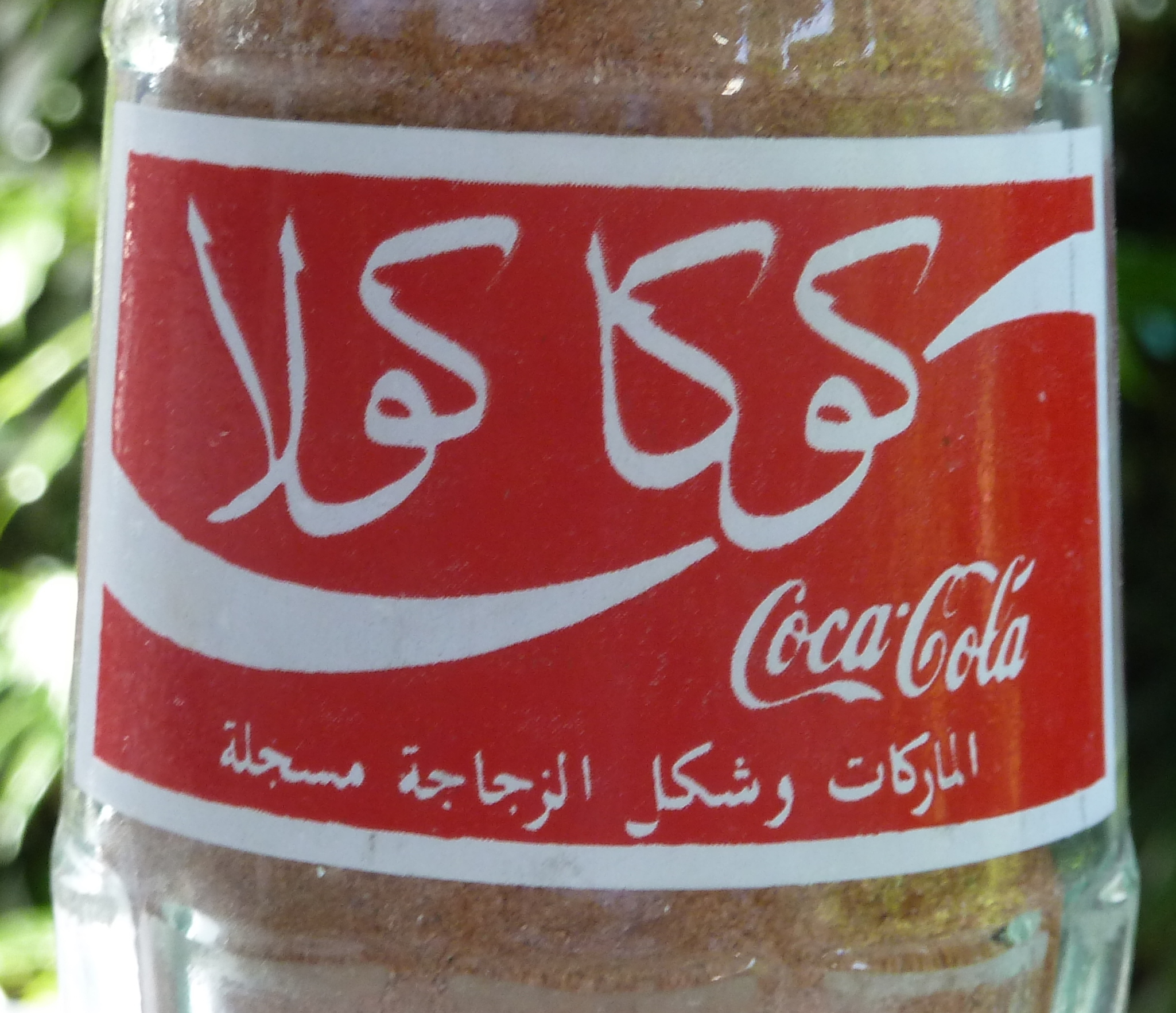
Етикетка Coca-Cola арабською мовою

Фетва муфтія Хасанаїна аль-Махлуфа — ухвалила, що кока-кола і пепсі дозволені відповідно до шаріату. 
Опублікувала 11 вересня 1951 року єгипетською газетою «Аль-Ахрам».
Приводом для публікації були чутки та теорії змови, що поширювалися серед громадськості, наприклад, про те, що логотип Coca-Cola у дзеркальному відображенні нібито утворює напис арабською мовою, що перекладається як «Немає Мухаммеда, немає Мекки».

## Винесення фетви
Щоб отримати точну відповідь на запитання, чи заборонені Pepsi та Coca-Cola ісламським правом, єгипетський департамент фетв звернувся до Міністерства охорони здоров'я з проханням встановити склад двох газованих напоїв. 25 серпня 1951 року Міністерство охорони здоров'я встановило, що ні Pepsi-Cola, ні Coca-Cola не містять жодних наркотиків, алкоголю чи пепсину. Вживання наркотиків та алкоголю заборонено ісламським законодавством (харам). Пепсин виробляється з мембрани свинячих шлунків, а будь-який продукт навіть віддаленого свинячого походження не допускається мусульманським шаріатом. У Міністерстві охорони здоров'я пояснили, що напої також не мають шкідливих мікробів. На підставі наданої інформації, Департамент фетв оголосив напої дозволеними відповідно до ісламського закону.
Муфтій Хасанайн аль-Махлуф також роз'яснив у цій фетві, що всі харчові продукти та напої вважаються дозволеними відповідно до ісламського закону, якщо не встановлено інше, і якщо людина не знає стану або інгредієнтів харчового продукту, або напою, її вживання дозволяється доти, доки не буде визначено його природу.
Надалі питання халяльності через підозри та сумніви (про склад напою та дзеркальне відображення логотипа) порушували знову — наприклад, в Індії у 2001, в Росії у 2011 році тощо.